# Estrela de Luyten
A Estrela de Luyten (GJ 273) é uma estrela anã vermelha na constelação de Canis Minor. Com base em medições de paralaxe, está localizada a uma distância de aproximadamente 12,40 anos-luz (3,80 parsecs), sendo uma das estrelas mais próximas da Terra. Com uma magnitude aparente de 9,872, é invisível a olho nu. Foi nomeada a partir de Willem Jacob Luyten, que, em colaboração com Edwin G. Ebbighausen, determinou pela primeira vez seu alto movimento próprio em 1935.

## Propriedades
Esta estrela tem cerca de 29% da massa do Sol e 29% do raio solar. Está perto da massa máxima na qual uma anã vermelha pode ser completamente convectiva; a maioria senão todas as estrelas com essa massa formam uma zona de convecção estendida. A Estrela de Luyten é o protótipo do tipo espectral M3.5 V, com a classe de luminosidade 'V' indicando que é uma estrela da sequência principal que está gerando energia através da fusão de hidrogênio em seu núcleo. Sua velocidade de rotação projetada é muito baixa para ser medida, mas não é maior que 1 km/s. A temperatura efetiva em sua fotosfera é de aproximadamente 3 100 K, dando à estrela a coloração avermelhada típica de estrelas de classe M.
Atualmente a Estrela de Luyten está se afastando do Sistema Solar com uma velocidade radial de 18,4 km/s. Sua maior aproximação ocorreu há cerca de 14,0 mil anos quando ela chegou a uma distância de 3,67 parsecs do Sol. Está a apenas 1,2 anos-luz de Procyon, que aparece como uma estrela de magnitude −4,5 no céu noturno de um planeta ao redor da Estrela de Luyten. O encontro mais próximo entre as duas estrelas aconteceu há 600 anos quando a Estrela de Luyten estava a uma distância de 1,12 anos-luz de Procyon. Os componentes da velocidade espacial da Estrela de Luyten são U = -15,7, V = −65,8 e W = -17,3 km/s.

## Sistema planetário
Em 2017, foi publicada a descoberta de dois planetas extrassolares orbitando GJ 273. A descoberta foi feita com uso do espectrógrafo HARPS, que coletou dados de velocidade radial da estrela entre dezembro de 2003 e setembro de 2016, revelando duas variações periódicas causadas por corpos em órbita. As semiamplitudes desses sinais são de 1,61 e 1,06 m/s.
O planeta mais externo, GJ 273b, é uma super-Terra com uma massa mínima de 2,89 massas terrestres (M⊕) e um período orbital de 18,65 dias. Orbitando a estrela a uma distância média de 0,091 UA, está na borda interna da zona habitável do sistema, recebendo 106% da radiação que a Terra recebe do Sol. Sua temperatura de equilíbrio, calculada para albedos entre 0,75 e 0, está na faixa de 206 a 293 K (-67 a 20 °C). É o segundo planeta mais próximo conhecido na zona habitável de sua estrela, depois de Proxima b.
O planeta mais interno, GJ 273c, tem aproximadamente a massa da Terra com uma massa mínima de 1,18 M⊕, sendo um dos planetas menos massivos já encontrados por velocidade radial. Completa uma órbita em 4,72 dias a uma distância média de 0,036 UA de GJ 273, recebendo quase sete vezes a radiação recebida pela Terra e tendo uma temperatura de equilíbrio de 327-462 K (54-189 °C).
| Planeta | Massa              | Semieixo maior (UA)          | Período orbital (dias) | Excentricidade  |
| ------- | ------------------ | ---------------------------- | ---------------------- | --------------- |
| b       | 2,89+0,27 −0,26 M⊕ | 0,091101 +0,000019 −0,000017 | 18,6498+0,0059 −0,0052 | 0,10+0,09 −0,07 |
| c       | 1,18+0,16 −0,12 M⊕ | 0,036467 ± 0,000002          | 4,7234 ± 0,0004        | 0,17+0,13 −0,12 |